# Funció sigmoide

Corba logística.

La funció sigmoide o corba sigmoide permet descobrir l'evolució de molts processos naturals (com per exemple el creixement de les drupes) i corbes d'aprenentatge de sistemes complexos que mostren una progressió temporal des d'uns nivells baixos al principi, fins a atansar-se a un climax quan ha transcorregut un cert temps; la transició es produeix en una regió caracteritzada per una forta acceleració intermèdia.
La seva gràfica té una típica forma de "S". Sovint la funció sigmoide es refereix al cas particular de la funció logística, la gràfica de la qual es mostra a la dreta i que està definida per la fórmula:
{\displaystyle P(t)={\frac {1}{1+e^{-t}}}.}
Un altre exemple és la corba de Gompertz, usada en la modelització de sistemes que se saturen per a grans valors de t.

## Propietats
En general, una funció sigmoide és una funció matemàtica de variable real diferenciable, amb una primera derivada no-negativa o no-positiva i amb, exactament, un punt d'inflexió. Hi ha també dues asímptotes, {\displaystyle t\rightarrow \pm \infty }.
El cas general {\displaystyle {\frac {1}{1+e^{-x}}}.} és particularment útil, en especial en xarxes neuronals artificials perquè té una derivada simple: si s(x) és la funció sigmoide, aleshores s'(x) = s(x)•(1 - s(x)).

## Exemples
A més de la funció logística, el grup de funcions sigmoides inclou l'arctangent, la tangent hiperbòlica, la funció error, la funció Gompertz, la funció logística generalitzada i funcions algebraiques com {\displaystyle f(x)={\tfrac {x}{\sqrt {1+x^{2}}}}}.
La integral de qualsevol funció contínuament diferenciable, positiva, amb forma "abombada", serà sigmoide, per tant, la funció de distribució de les més comunes distribucions de probabilitat són sigmoides.